# Gülnur Satyłganowa
Gülnur Satyłganowa (kirg. Гүлнур Сатылганова; ros. Гульнур Абдырасаковна Сатылганова, Gulnur Abdyrasakowna Satyłganowa; ur. 1 listopada 1968 w Toktogule) – kirgiska piosenkarka.

## Życiorys
Urodziła się w osiedlu typu miejskiego Toktoguł, w zachodnim Kirgistanie. W latach 1987–1991 studiowała na wydziale dyrygenckim Kirgiskiego Państwowego Instytutu Sztuki imienia Bübüsary Bejszenalijewej (kirg. Кыргыз мамлекеттик Б.Бейшеналиева атындагы искусство институту). Profesorem Satyłganowej była Nadieżda Kachłowa (kirg. Надежда Кахлова). Na tej uczelni poznała się z takimi śpiewakami i poetami, jak K. Eralijewa (kirg. Каныкей Эралиева) i A. Bödöszow (kirg. Атайбек Бөдөшов).
Po ukończeniu studiów przez pewien czas pracowała jako aktorka dramatyczna. Z początku była zatrudniona w teatrze „Kuudułdar” (kirg.: Куудулдар), następnie przeniosła się do teatru Arsena Ömüralijewa. Później rozpoczęła działalność estradową. Jako piosenkarka debiutowała w 1986 roku i wkrótce została przyjęta do zespołu muzycznego „Ming kyjał” (kirg.: Миң кыял). Obecnie z powodzeniem kontynuuje karierę solową. Chociaż swobodnie włada językiem rosyjskim, utwory wykonuje w języku ojczystym. Jest zdobywczynią wielu nagród państwowych i międzynarodowych, została uhonorowana m.in. tytułem Narodowej Artystki Republiki Kirgiskiej w roku 2008. Jest pierwszą Kirgizką, której przyznano order św. Jerzego. Dostała również dwa mieszkania w prezencie od Elmurzy Satybałdijewa (kirg. Элмурза Сатыбалдиев), Prokuratora Generalnego Kirgistanu.